# Nemanja Celic
Nemanja Celic (Linz, 26 aprile 1999) è un calciatore austriaco, centrocampista o difensore svincolato.

## Caratteristiche tecniche
È un difensore centrale.

## Carriera

### Club
Cresciuto nel settore giovanile del LASK, inizia la propria carriera professionistica nel LASK Juniors OÖ, squadra filiale del club austriaco; il 12 maggio 2018 debutta in prima squadra giocando l'incontro di Bundesliga perso 3-1 contro lo Sturm Graz. Inoltre, in quella stagione è riuscito a salire in seconda divisione con il LASK Juniors OÖ. Nella stagione 2018/19 ha disputato 23 partite in seconda divisione (un gol) con i Juniors e ha fatto diverse volte parte della rosa del LASK senza essere impiegato. Nella stagione 2019/20 ha giocato solo dodici partite con la squadra di riserva a causa di una frattura al metatarso, dieci delle quali da capitano, ed è stato utilizzato una volta con i Juniors nella coppa austriaca. Ha disputato una partita di campionato con la prima squadra.
Il 13 agosto 2020 viene ceduto a titolo definitivo al WSG Swarovski Tirol, per poi passare nella stagione 2021-2022 al Darmstadt, in quella 2022-2023 al LASK in quella successiva al Ried.

### Nazionale
Ha giocato nelle nazionali giovanili austriache Under-19 ed Under-21.

## Statistiche
Statistiche aggiornate al 25 maggio 2024.

### Presenze e reti nei club
| Stagione        | Squadra             | Campionato      | Campionato | Campionato | Coppe nazionali | Coppe nazionali | Coppe nazionali | Coppe continentali | Coppe continentali | Coppe continentali | Altre coppe | Altre coppe | Altre coppe | Totale | Totale | Totale |
| Stagione        | Squadra             | Comp            | Pres       | Reti       | Comp            | Pres            | Reti            | Comp               | Pres               | Reti               | Comp        | Pres        | Reti        | Pres   | Reti   |        |
| --------------- | ------------------- | --------------- | ---------- | ---------- | --------------- | --------------- | --------------- | ------------------ | ------------------ | ------------------ | ----------- | ----------- | ----------- | ------ | ------ | ------ |
| 2016-2017       | Juniors OÖ          | RL              | 15         | 1          |                 | -               | -               |                    | -                  | -                  |             | -           | -           | 15     | 1      |        |
| 2017-2018       | Juniors OÖ          | RL              | 20         | 3          |                 | -               | -               |                    | -                  | -                  |             | -           | -           | 20     | 3      |        |
| 2018-2019       | Juniors OÖ          | 2L              | 23         | 1          |                 | -               | -               |                    | -                  | -                  |             | -           | -           | 23     | 1      |        |
| 2019-2020       | Juniors OÖ          | 2L              | 12         | 0          | CA              | 1               | 0               |                    | -                  | -                  |             | -           | -           | 13     | 0      |        |
| 2017-2018       | LASK                | BL              | 2          | 0          | CA              | 0               | 0               |                    | -                  | -                  |             | -           | -           | 2      | 0      |        |
| 2018-2019       | LASK                | BL              | 0          | 0          | CA              | 0               | 0               | UEL                | 0                  | 0                  |             | -           | -           | 0      | 0      |        |
| 2019-2020       | LASK                | BL              | 1          | 0          | CA              | 0               | 0               | UEL                | 0                  | 0                  |             | -           | -           | 1      | 0      |        |
| 2020-2021       | WSG Swarovski Tirol | BL              | 29         | 1          | CA              | 1               | 1               |                    | -                  | -                  |             | -           | -           | 30     | 2      |        |
| 2021-2022       | Darmstadt           | 2BL             | 14         | 0          | CG              | 1               | 0               |                    | -                  | -                  |             | -           | -           | 15     | 0      |        |
| 2022-2023       | LASK                | BL              | 7          | 0          | CA              | 1               | 0               |                    | -                  | -                  |             | -           | -           | 8      | 0      |        |
| 2023-2024       | Ried                | 2L              | 22         | 0          |                 | -               | -               |                    | -                  | -                  |             | -           | -           | 22     | 0      |        |
| Totale carriera | Totale carriera     | Totale carriera | 145        | 6          |                 | 4               | 1               |                    | 0                  | 0                  |             | -           | -           | 149    | 7      |        |

## Palmarès

### Club

#### Competizioni nazionali
- 2. Liga: 1

Ried: 2024-2025